# Thamnophilus stictocephalus
Thamnophilus stictocephalus là một loài chim trong họ Thamnophilidae.